# امیلی رابیسن
امیلی رابیسن (به انگلیسی: Emily Robison) (زاده ۱۶ اوت ۱۹۷۲) خواننده و ترانه‌سرای آمریکایی سبک کانتری و از بنیانگذاران گروه موسیقی دیکسی چیکس است.